# Manuel Gonçalves Cerejeira
Manuel Gonçalves Cerejeira GCC • GCSE • GCIH (Vila Nova de Famalicão, Lousado, Santa Marinha, 29 de Novembro de 1888 – Lisboa, Benfica, 1 de Agosto de 1977), cardeal da Igreja Católica, foi o décimo-quarto Patriarca de Lisboa com o nome de D. Manuel II (nomeado em 18 de Novembro de 1929).
Eleito arcebispo de Mitilene em 1928, tradicional título do principal prelado auxiliar do Patriarcado de Lisboa, foi nomeado Patriarca de Lisboa em 18 de Novembro de 1929 e elevado ao cardinalato em 16 de Dezembro de 1929, pelo Papa Pio XI, com o título de Santos Marcelino e Pedro.

## Biografia
Um de quatro filhos e quatro filhas de Avelino Gonçalves Cerejeira (Vila Nova de Famalicão, Lousado, 14 de Abril de 1857 - Vila Nova de Famalicão, Lousado, 13 de Junho de 1927), negociante que viveu no lugar da Serra, freguesia de Lousado, concelho de Vila Nova de Famalicão, e de sua primeira mulher (Vila Nova de Famalicão, Lousado, 25 de Janeiro de 1888) Joaquina Gonçalves Rebelo (Fafe, Vila Cova, 30 de Maio de 1864 - Vila Nova de Famalicão, Vila Nova de Famalicão, 30 de Setembro de 1918), que residiu desde criança na freguesia do Lousado e quando casou era "lavradeira", ou seja, camponesa, foi baptizado na freguesia do seu nascimento a 3 de Dezembro de 1888, na Igreja Paroquial de Santa Marinha do Lousado, sendo seu Padrinho o Avô Paterno, de quem herdou o nome.
Em 17 de Dezembro de 1910, é ordenado diácono pelo então Arcebispo Primaz de Braga, D. Manuel Baptista da Cunha, com a sua bênção e confere-lhe o presbitério.
Diplomado em Teologia e em Ciências Histórico-Geográficas pela Universidade de Coimbra, na respectiva Faculdade de Letras obteve em 1919 o grau de doutor em Ciências Históricas, com a tese «Clenardo e a Sociedade Portuguesa do seu tempo». Desse ano a 1928 foi professor da Escola onde se graduara.
A 21 de Janeiro de 1930, foi feito Cavaleiro de Grã-Cruz da Ordem Equestre do Santo Sepulcro de Jerusalém, a 5 de Março de 1932 com a Grã-Cruz da Ordem Militar de Nosso Senhor Jesus Cristo e a 14 de Maio de 1936 com a Grã-Cruz da Antiga, Nobilíssima e Esclarecida Ordem Militar de Sant'Iago da Espada, do Mérito Científico, Literário e Artístico.
Foi o Patriarca que dirigiu a Igreja Católica Portuguesa durante o Estado Novo; íntimo de Salazar (conheceram-se no Centro Académico de Democracia Cristã e viveram juntos cerca de 11 anos), procurou salvaguardar e restaurar a condição que o Catolicismo perdera durante o regime republicano (I República). Como tal, e a fim de apaziguar as tensas relações entre o Estado e a Igreja, foi um dos principais concorrentes e apoiantes para a assinatura da Concordata com a Santa Sé em 1940 (Concordata entre a Santa Sé e Portugal de 1940).
Era apoiante do Estado Novo, fundado pelo seu amigo universitário Oliveira Salazar. Apesar dessa ligação, houve ocasionais tensões na defesa das posições de cada um deles: os interesses do Estado Novo, por parte de Salazar, e os da Igreja católica, por Cerejeira.
Participou nos conclaves que elegeram os Papas Pio XII (1939), João XXIII (1958) e Paulo VI (1963), bem como no Concílio Vaticano II (1962–1965).
Outro importante dado do governo deste Patriarca foi a criação do Seminário dos Olivais e da Universidade Católica Portuguesa.
A 27 de Dezembro de 1960 foi agraciado com a Grã-Cruz da Ordem do Infante D. Henrique.
Resignou ao governo do Patriarcado em 10 de Maio de 1971, sendo substituído por D. António Ribeiro. Morreu a 1 de agosto de 1977, na Quinta do Bom Pastor, situada na Rua da Buraca, freguesia de Benfica, em Lisboa, onde residia desde a cessação de funções no Patriarcado de Lisboa. Foi sepultado no Panteão dos Patriarcas de Lisboa.
Em 1914 dirigiu, juntamente com Francisco Gomes Velloso, a revista Lusitânia e colaborou com a revista Nação Portuguesa.

## Imagens

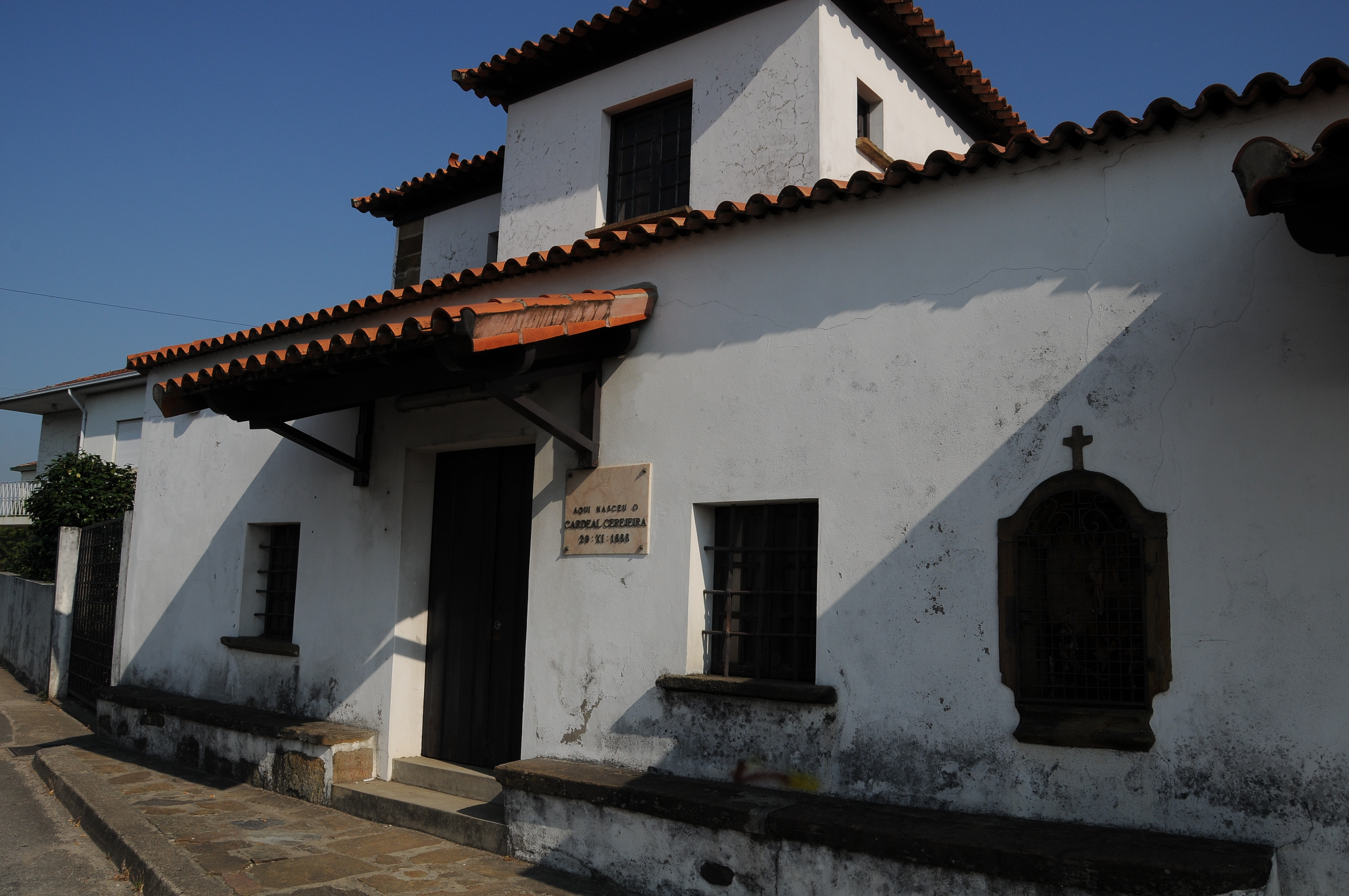
Casa onde nasceu Manuel Gonçalves Cerejeira, em Lousado Famalicão
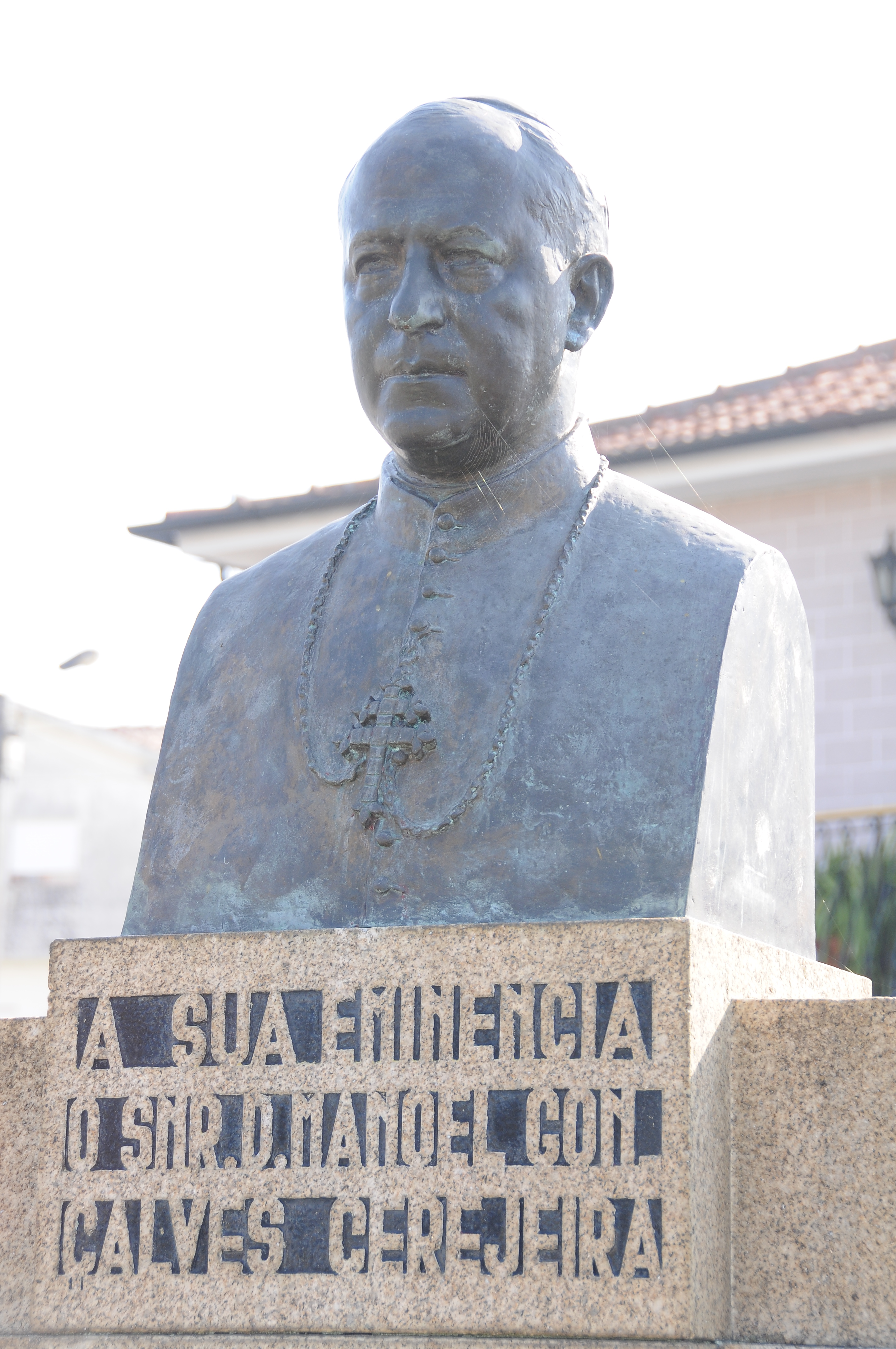
Busto de Manuel Gonçalves Cerejeira em Lousado, Famalicão
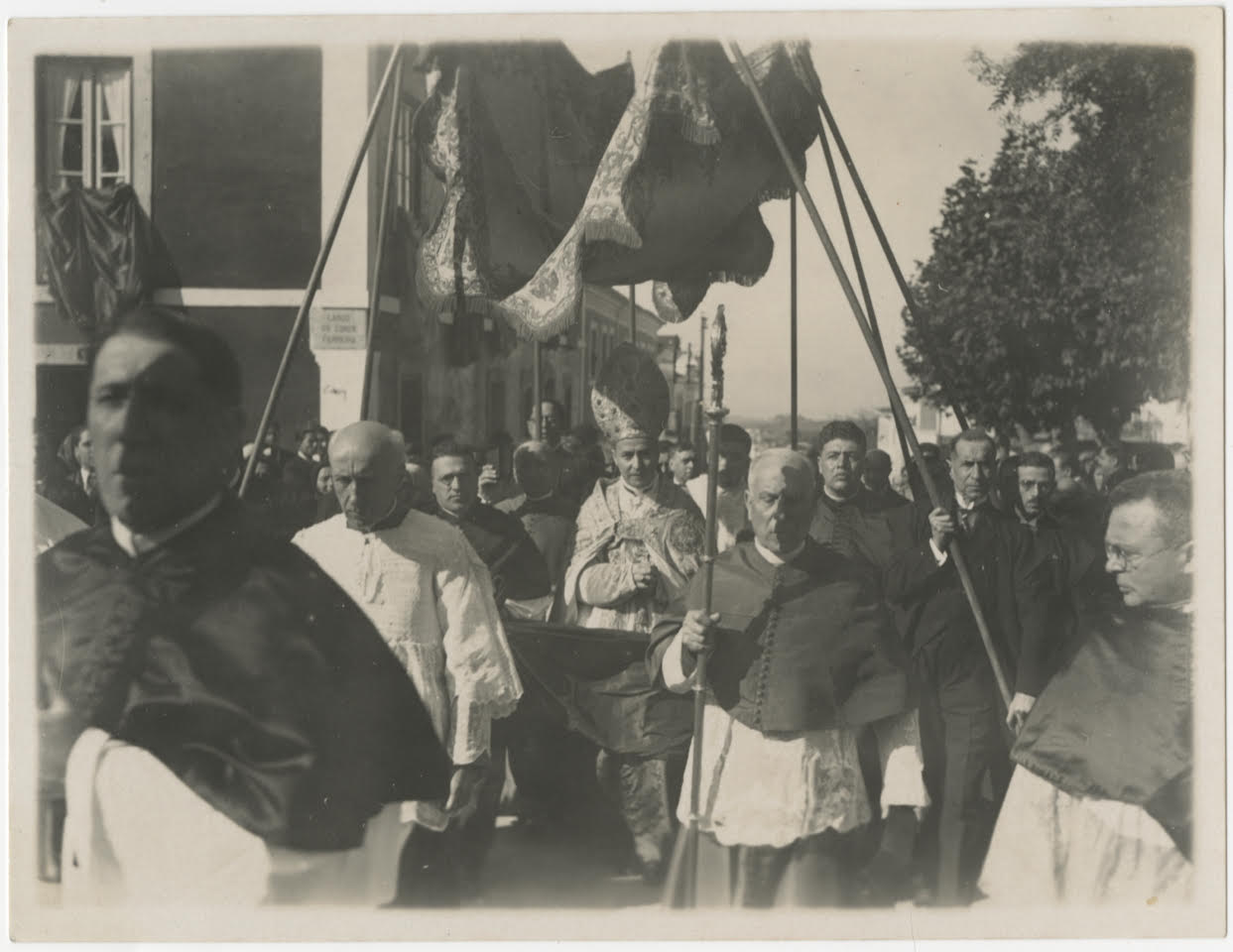
Manuel Gonçalves Cerejeira em Mafra - 1930 (Arquivo RVISSM)